# Barbara Engleder
Barbara Engleder, va néixer el 16 de setembre de 1982 en Eggenfelden, Alemanya, és una tiradora olímpica alemanya.

## Carrera
Va participar en els Jocs Olímpics d'Atenes 2004, als Jocs Olímpics de Pequín 2008, als Jocs Olímpics de Londres 2012 i als Jocs Olímpics de Rio 2016.
Als Jocs Olímpics de Londres 2012 va competir en la modalitat Rifle a 50 metres de 3 posicions femení (Tir en els Jocs Olímpics de Londres 2012 – Rifle de 3 posicions a 50 metres femení), obtenint el 7è lloc en la final amb 583 punts.
Als Jocs Olímpics de Rio 2016 va guanyar la medalla d'or en la modalitat Rifle a 50 metres en 3 posicions femení, aconseguint 458.6 punts. La puntuació que va obtenir va ser rècord olímpic.